# Departamento Berón de Astrada
Berón de Astrada  es un departamento de la provincia de Corrientes, en el noreste de Argentina, que ocupa 851.8 km², en la región norte de la provincia.
Limita al oeste con los departamentos de Itatí y San Luis del Palmar, al sur y al este con el de General Paz y al norte con la República del Paraguay, de la cual está separado por el río Paraná.
La capital del departamento es San Antonio de Itatí; junto con ella, Yahapé es el otro principal núcleo poblacional de la zona. Además, están comprendidos en sus límites los parajes Valencia, Toroy, Toropichay y Mbarigüí. Es el departamento menos poblado de la provincia.
Los límites del municipio de Berón de Astrada coinciden con los del departamento.

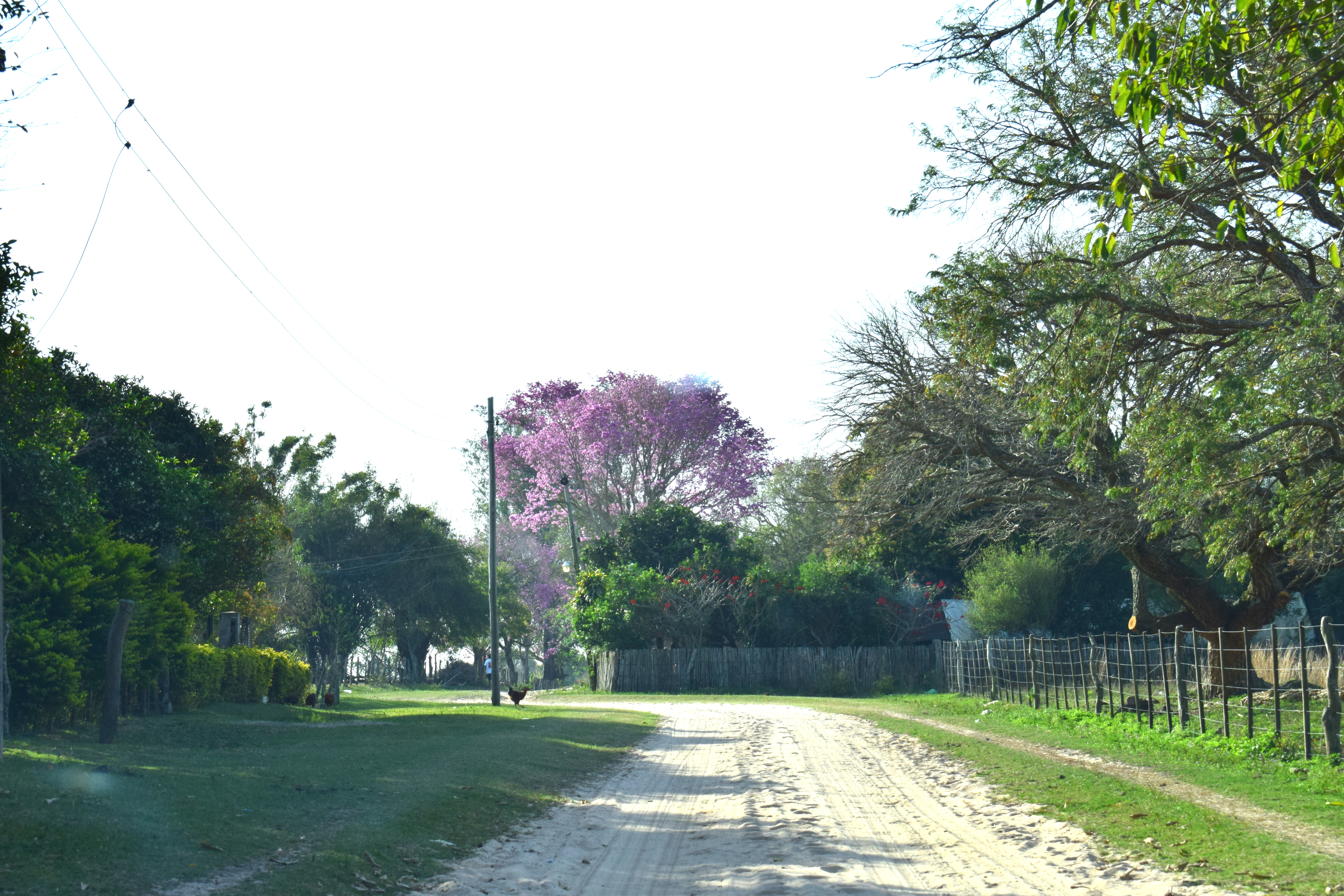
Camino rural en el Paraje Toropichay, departamento de Berón de Astrada.

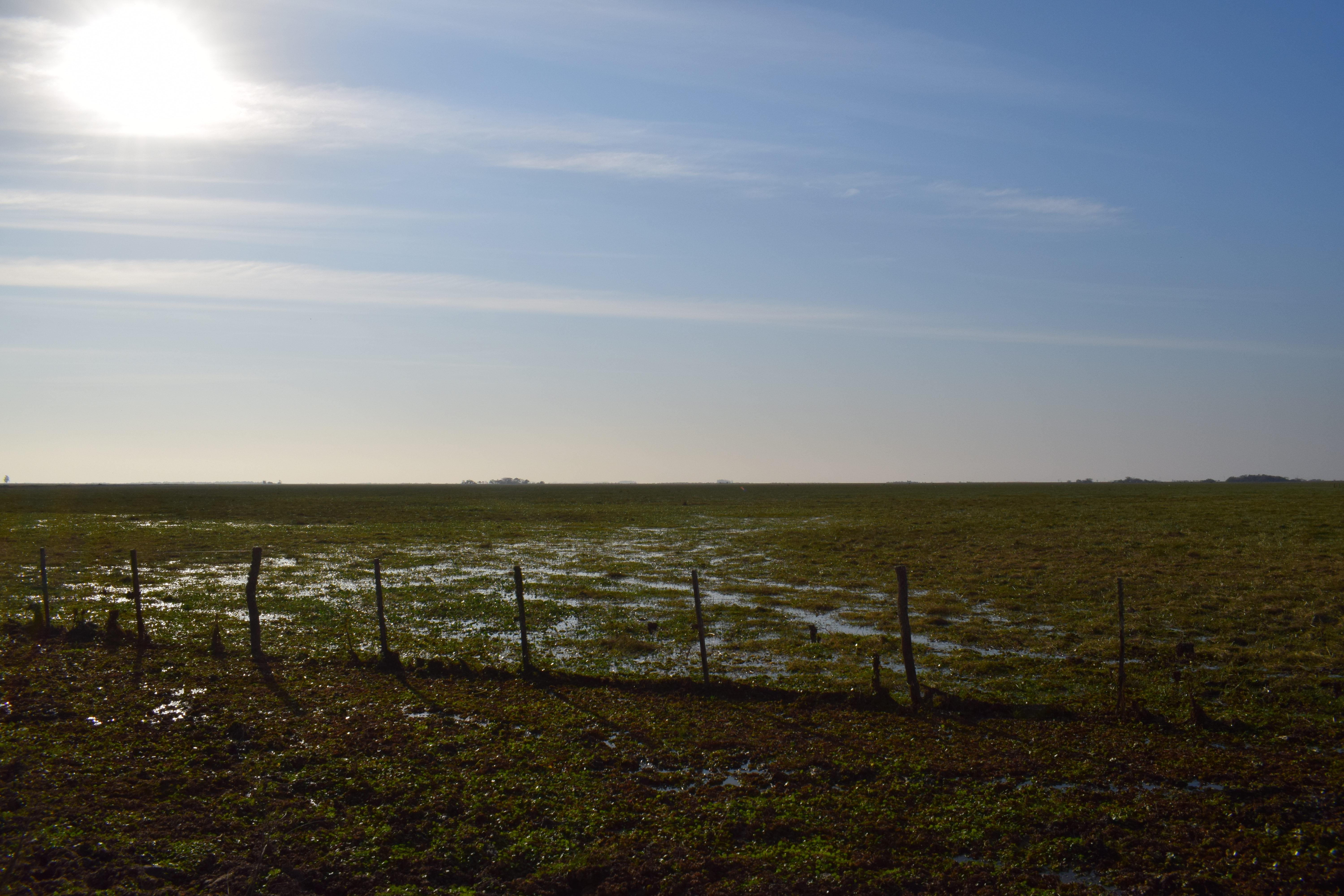
Cañada San Antonio, vista desde el paraje Toropichay, departamento Berón de Astrada.

El departamento fue nombrado en homenaje al militar y político correntino Genaro Berón de Astrada.

## Población
Cuenta con 2826 habitantes (Indec, 2022), lo que representa un incremento promedio anual del 1.2% frente a los 2461 habitantes (Indec, 2010) del censo anterior. 

La mediana de edad se estableció en 31 años.
| Gráfica de evolución demográfica de Departamento Berón de Astrada entre 1991 y 2022 |
|                                                                                     |
| Fuente: censos nacionales del INDEC                                                 |

### Principales localidades
La población del departamento Berón de Astrada es de carácter rural. En 2010 solo existían dos pequeñas localidades que agrupaban aproximadamente el 75% de la población registrada en ese Censo Nacional:
- Berón de Astrada (1411 hab.)
- Yahapé (462 hab.)

## Historia
La estancia San Antonio pertenecía al pueblo indígena de Itatí y el 16 de marzo de 1764 fue creado el pueblo de San Antonio de Itatí por el sacerdote Pedro Bernardo Sánchez, creando una viceparroquia dependiente de la parroquia de Itatí. 
El 15 de noviembre de 1872 fue creado por ley el departamento y distrito electoral San Antonio de Itatí. El 20 de mayo de 1910 fue sancionada una ley que dispuso que el departamento San Antonio de Itatí fuera renombrado a Berón de Astrada, en homenaje el gobernador Genaro Berón de Astrada, muerto en la batalla de Pago Largo.
El 7 de marzo de 1917 el gobernador Mariano Indalecio Loza aprobó por decreto el Cuadro comparativo de la subdivisión en Departamentos y Secciones de la Provincia de Corrientes; Límites interdepartamentales e interseccionales, que fijó para el departamento Berón de Astrada los siguientes límites:

Departamento Berón de Astrada - Límites departamentales:
 Norte: El río Paraná; Este: Estero San Lorenzo y límite Este de la propiedad suc. Inocencio Vanni; Sur: Estero Riachuelo y límites Oeste y Sur de las propiedades Llano, cortando después la propiedad suc. R. Amadey en dirección Sur; Oeste: Estero San José hasta el límite Oeste de la propiedad Romilio Llano.

El cuadro señaló que el departamento estaba dividido en 2 secciones:

El Departamento está dividido en dos Secciones, cuya línea divisoria es el límite Oeste de la propiedad de Antonio Ruiz desde el Paraná hasta el arroyo Riachuelo, bajando el mismo arroyo hasta el mojón Noroeste de la propiedad de R. Llano de Llano. Al Este de la línea divisoria está la primera Sección; al Oeste la segunda Sección.

El 29 de septiembre de 1920 fue promulgada la lay n.º 315 que reconoce como comisión municipal electiva a Berón de Astrada.
El 31 de agosto de 1935 fue publicado el decreto del vicegobernador Pedro Resoagli que determinó los límites de los departamentos:

Departamento Berón de Astrada: Tiene los siguientes límites generales:
 Norte: El río Alto Paraná, en la costa firme, a contar del mojón N.O. de la propiedad de Patricio Vedoya, y en la zona insular, comprendiendo toda la isla Kaygue, aguas arriba, hasta el mojón N.E. de la propiedad de Valeriano Pérez, en que empieza el Departamento de General Paz; Este: A contar del mojón N.E. de la propiedad de Valeriano Pérez, sobre el río Alto Paraná, el límite Oriental de ese inmueble hasta el estero San Lorenzo, siguiendo luego por este último, por el límite Sudeste de las propiedades que caen sobre él, de la sucesión Servando Vera, Martina Suárez, E. C. de Corrales, J. R. Canteros, Pedro F. Canteros, E. Canteros de Rodríguez, J. R. Gallino y sucesión Rómulo Amadey; Sud: Límites Oeste y Sud de las propiedades de la sucesión Rómulo Amadey, Angela I. de Llano, Carmen Llano de Llano, Guillerma M. de Barreto y Patricio Vedoya, hasta el estero del Riachuelo, por el cual sigue hasta la línea Occidental del Departamento; Oeste: El estero del Riachuelo hasta su unión con el estero San José y éste último hasta dar con el deslinde Occidental de la propiedad de Patricio Vedoya, cuya línea sigue rectamente hasta su mojón N.O. sobre el río Paraná.

El 29 de noviembre de 1994 fue sancionada la ley n.º 4892 que estableció que el municipio de Berón de Astrada se extendía a todo el territorio del departamento Berón de Astrada.
El 23 de diciembre de 2013 fue sancionada la ley n.º 6255 que dispuso restituir a la localidad de Berón de Astrada su nombre original de San Antonio de Itatí.